# Canariphantes alpicola
Canariphantes alpicola is een spinnensoort in de taxonomische indeling van de hangmatspinnen (Linyphiidae).
Het dier behoort tot het geslacht Canariphantes. De wetenschappelijke naam van de soort werd voor het eerst geldig gepubliceerd in 1992 door Jörg Wunderlich.